# LCARS

Interfejs fikcyjnego systemu operacyjnego LCARS

LCARS (ang.:Library Computer Access and Retrieval System – System Dostępu i Wyszukiwania Danych). W fikcyjnym świecie Star Trek, to XXIV-wieczny, wielofunkcyjny system operacyjny montowany w komputerach statków kosmicznych stacjach Gwiezdnej Floty i praprawnuk dwudziestowiecznych systemów operacyjnych.
LCARS umożliwia wykonywanie wielu złożonych operacji, takich jak nawigacja, badania naukowe, itp. za pomocą komend głosowych i bezpośredniej interakcji z systemem poprzez dotykowe panele wielofunkcyjne (ang. MFD – Multi Function Display. "Niedotykowe" panele MFD wykorzystywane są m.in. w bankomatach i panelach kontrolnych w kokpitach samolotów).